# دیوینا دیسپنساتیونه
دیوینا دیسپنساتیونه (Divina dispensatione) نامی است برای دو فرمان پاپی که توسط پاپ اوژن سوم صادر شده‌است. نخستین فرمان در ۵ اکتبر ۱۱۴۶ برای راهبان ایتالیا صادر شد تا ایتالیایی‌ها را برای شرکت در جنگ صلیبی دوم ترغیب کنند. دومین فرمان در ۱۱ آوریل ۱۱۴۷ در تروا فرانسه صادر شد که طی آن پاپ جنگ صلیبی وندی را اعلام کرد.